# Wilfredo Peláez
Wilfredo A. Peláez Esmite, (San José de Mayo, 27 de octubre de 1930-Montevideo, 23 de mayo de 2019) fue un jugador de baloncesto uruguayo. Fue medalla de bronce con Uruguay en los Juegos Olímpicos de Helsinki 1952.